# McArthur River Mine Airport
McArthur River Mine Airport är en flygplats i Australien. Den ligger i kommunen Roper Gulf och territoriet Northern Territory, omkring 720 kilometer sydost om territoriets huvudstad Darwin. McArthur River Mine Airport ligger 43 meter över havet.
Trakten runt McArthur River Mine Airport är nära nog obefolkad, med mindre än två invånare per kvadratkilometer.. Det finns inga samhällen i närheten.
Omgivningarna runt McArthur River Mine Airport är huvudsakligen savann. Genomsnittlig årsnederbörd är 1 211 millimeter. Den regnigaste månaden är januari, med i genomsnitt 349 mm nederbörd, och den torraste är augusti, med 1 mm nederbörd.